# 캐슬레이구

캐슬레이 구의 위치

캐슬레이구(영어: Castlereagh Borough 카설레이[ˈkɑːsəlreɪ][*], 아일랜드어: Buirg an Chaisleáin Riabhaigh)는 2015년까지 존재했던 북아일랜드의 옛 구였다. 행정 중심지는 캐슬레이이며 면적은 85km2, 인구는 67,000명(2010년 기준), 인구 밀도는 787명/km2이다.

## 구 정보
- 행정 중심지: 캐슬레이
- 면적: 85km2
- 인구: 67,000명 (2010년 기준)
- 인구 밀도: 787명/km2
- ISO 3166-2 코드: GB-CSR
- ONS 코드: 95Y
- 종교 분포: 천주교 18.3%, 개신교 76.9%